# 1963 aux États-Unis
Pour des articles plus généraux, voir Chronologie des États-Unis et 1963.
Chronologie des États-Unis
- 1959
- 1960
- 1961
- 1962
- 1963
- 1964
- 1965
- 1966
- 1967

Cette page concerne des événements d'actualité qui se sont produits durant l'année 1963 du calendrier grégorien aux États-Unis.

## Gouvernement
- Président : John Fitzgerald Kennedy, jusqu'au 22 novembre, puis Lyndon Johnson
- Vice-président : Lyndon Johnson, puis aucun
- Secrétaire d'État : Dean Rusk
- Chambre des représentants - Président

## Événements
- 14 janvier : George Wallace est investi gouverneur d'Alabama avec comme programme « la ségrégation pour toujours ».
- 8 février : les voyages et échanges commerciaux avec Cuba sont déclarés illégaux par l'administration Kennedy.
- 5 mars : 20e cérémonie des Golden Globes.
- 18 mars : Arrêt Gideon v. Wainwright. La Cour suprême reconnaît un droit à l'aide juridictionnelle dans les affaires criminelles, en s'appuyant sur le Sixième Amendement de la Constitution.
- 16 mars : création d'un « cordon sanitaire » autour de Cuba
- 21 mars : fermeture du pénitencier d'Alcatraz situé dans la baie de San Francisco
- 3 avril : émeutes raciales à Birmingham. Débuts de mouvements contre la ségrégation dans les établissements publics en Alabama.
- 8 avril : 35e cérémonie des Oscars.
- 12 avril, Alabama : Martin Luther King, Ralph Abernathy et Fred Shuttlesworth sont arrêtés. La police utilise la violence (les chiens…) contre les écoliers grévistes (avril-mai 1963).
- 15 mai : l'astronaute Gordon Cooper effectue 22 orbites sur Mercury 9
- 10 juin : Equal Pay Act. Loi interdisant la discrimination salariale fondée sur le genre.
- 11 juin : 
  - Kennedy prononce un discours sur les droits civiques : « Nous sommes, à la fois en tant que pays et en tant que peuple, face à une crise des valeurs morales »[1].
  - Kennedy impose par la force l’admission de deux étudiants noirs à l’université de l’Alabama. Le gouverneur George Wallace s'oppose à la déségrégation de l'université.
- 17 juin : la Cour suprême rend la décision Abington School District v. Schempp, rendant inconstitutionnel le financement par les écoles publiques de la lecture de la Bible.
- 19 juin : projet de droits civiques adressé au Congrès prévoyant la prohibition de toute discrimination dans les lieux publics, emplois, écoles, listes électorales.
- 26 juin : Kennedy visite Berlin Ouest et prononce avec Willy Brandt et Konrad Adenauer un discours resté célèbre durant lequel il lancera la phrase (de) « Ich bin ein Berliner » (« Je suis un Berlinois »).
- 1er juillet : introduction du Code ZIP par l'United States Postal Service.
- 18 juillet : Depuis l'instauration de l'Euromarket (marché obligataire européen en dollars) par la Banque d'Angleterre en 1958, la banque Fédérale constate une sortie importante de dollars du territoire américain. Le président Kennedy décide d'instaurer un impôt de 15 % sur les intérêts des investissements étrangers (« interest equalization tax »), afin de décourager les placements de dollars à l'étranger. Cette décision provoquera le déplacement d'une partie du marché obligataire américain à Londres, où s'est immédiatement créé un marché euro-obligataire. Le coût économique pour les États-Unis de cette mesure fiscale, en apparence anodine, a ainsi été faramineux.
- 26 juillet : lancement du 1er Satellite géostationnaire par la NASA.

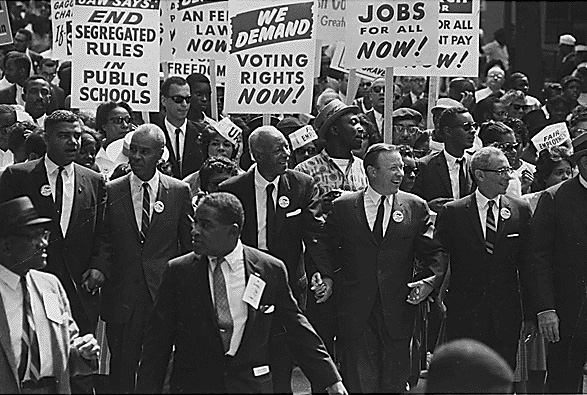
28 août : marche pour les droits civiques à Washington.

- 28 août : marche sur Washington pour l'emploi et la liberté, une gigantesque marche pour les droits civiques à Washington (200 000 manifestants) avec le discours de Martin Luther King contre la ségrégation raciale : I have a dream.
- 30 août : mise en place d’un « téléphone rouge » entre Moscou et Washington.
- 15 septembre : attentat de Birmingham tuant quatre fillettes dans une église noire.
- Octobre : Kennedy envisage un désengagement des conseillers militaires américains au Viêt Nam et un accroissement de l’aide pour l’entraînement des forces sud-vietnamiennes.
- 7 octobre : Kennedy signe le Traité d’interdiction des essais nucléaires, élaboré à Moscou le 5 août 1963, le premier permettant d’envisager un désarmement.

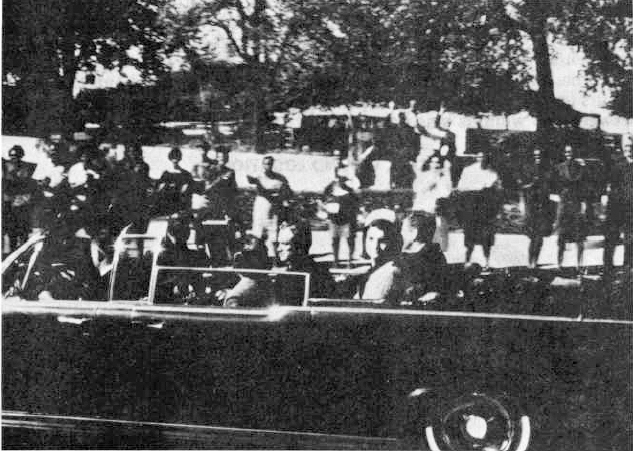
22 novembre : Assassinat de John F. Kennedy. La voiture présidentielle lors du cortège de Dallas.

- 18 novembre : à la suite de la tragédie de Birmingham, John Coltrane enregistre la pièce Alabama en mémoire des enfants assassinés.
- 21 novembre : Kennedy prépare sa politique de « lutte contre la pauvreté » pour son programme d’action à mettre en œuvre en 1964
- 22 novembre : assassinat du président John Fitzgerald Kennedy à Dallas. Début de la présidence démocrate de Lyndon Baines Johnson (fin en 1969)[2]. Il poursuit la même politique.
- 25 novembre : le président Kennedy est enterré au cimetière militaire d'Arlington.
- 29 novembre : création de la commission Warren chargée d'enquêter sur les circonstances de l'assassinat de Kennedy.
- 25 décembre: sortie du long métrage d'animation Merlin l'Enchanteur de Walt Disney.

### Économie et société
- Résultats décevants de l’Alliance pour le Progrès.
- 4,5 millions de chômeurs (5,7 % de la population active).
- 583,9 milliards dollars de PNB.
- Le budget fédéral est de 93,7 milliards de dollars.
- 12 milliards de dollars de déficit.
- Les dépenses publiques atteignent 113,3 milliards de dollars.
- Échec d’un projet de budget prévoyant plus de 12 milliards de dollars de déficit, résultant de réductions fiscales (13,6 milliards) dans le but de permettre la relance et la diminution du chômage.
- Proposition de Kennedy prévoyant l’accroissement de l’aide fédérale aux universités (votée après sa mort).

## Vietnam
- 15 400 conseillers militaires américains au Vietnam.
- Mémo de Kennedy prévoyant le retrait complet de l'armée américaine de la péninsule sous douze mois.

## Naissances en 1963
- Johnny Depp (né le 9 juin)
- Pascale Pras (né le 24 avril)

## Décès en 1963
- John Fitzgerald Kennedy